# Skatepunk
Skatepunk (även känt som skatecore) var en musikgenre som vuxit fram som en gren inom hardcorepunken och blev stor på 1990-talet. Soundet kan beskrivas som snabbt, intensivt, mycket energi och melodiskt.
Genren kommer i stort från Pop/Rock där den sen grenas av i alternativ/indie rock och slutligen skatepunk. Influenserna kommer mest från punk men ursprungligen även från hardcore.
I startgroparna av den här stilen ansågs skejting fortfarande inte helt accepterad som aktivitet och det är något banden tog med sig när man skrev musiken. Texterna innehåller eller refererar även till skejting. Skatepunk-fans har en tendens att vara emot stora företag och auktoriteter vilket även speglar av sig i banden som ofta av principskäl har kontrakt på små eller självständiga skivbolag.

## Kännetecken
Skatepunkband består vanligtvis av trummor, gitarr, bas och sång. Det är vanligt att låtarna är i högt tempo, har snabba trummor och innehåller bakgrundskörer från bandet i refrängerna. Gitarrsolon finns sällan i låtarna och låtarna i sig är sällan längre än 3 minuter.